# Vakteltrastar
Vakteltrastar (Cinclosomatidae) är en familj av ordningen tättingar. Familjen omfattar här två släkten med 12 arter som förekommer i Australien och på Nya Guinea:
- Släktet prakttrastar (Ptilorrhoa)
  - Fläckig prakttrast (P. leucosticta)
  - Blå prakttrast (P. caerulescens)
  - Brunkronad prakttrast (P. geislerorum)
  - Brunryggig prakttrast (P. castanonota)
- Släktet vakteltrastar (Cinclosoma)
  - Fläckig vakteltrast (C. punctatum)
  - Svartbröstad vakteltrast (C. castanotum)
  - Kopparryggig vakteltrast (C. clarum)
  - Brunbröstad vakteltrast (C. castaneothorax)
  - Västlig vakteltrast (C. marginatum)
  - Kanelvakteltrast (C. cinnamomeum)
  - Nullarborvakteltrast (C. alisteri)
  - Gulögd vakteltrast (C. ajax)